# Klampfn-Toni
Der Klampfn-Toni  (auch: Der Klampf’n Toni) ist ein bekanntes und weit verbreitetes bairisches Liederbuch mit einer mehr als hundertjährigen Geschichte, das im Max Hieber Musikverlag erschienen ist. Der Name erklärt sich mit dem bairischen Wort für die Gitarre Klampfn.
Die 1. Auflage wurde 1895 von Max Hieber veröffentlicht. Sie umfasst 38 Seiten und besteht aus einer losen Zusammenstellung von geläufigen bayerischen Liedern und Couplets mit beigefügter Gitarrenbegleitung. Der Inhalt wurde in den Folgejahren immer wieder geändert. 1915 wurde der Klampfn-Toni zum vorerst letzten Mal überarbeitet, bis 1974 eine völlig redigierte Fassung des Klampfn-Toni erschien, illustriert von dem Buchkünstler Wilhelm Neufeld. Verlagsleiter Ulrich Seibert gab die von den Volksmusikanten „Surrer Franz“ und „Nieder Christine“ erweiterte Version heraus.
Anlässlich des hundertjährigen Bestehens des Buches stellte 1995 Christoph Well, Mitglied der Biermösl Blosn, eine völlig neue Fassung zusammen. Er spannte einen Bogen von altem Volksliedgut über Couplets und Parodien, Neutextungen von traditionellen Melodien bis hin zu neuen Liedern. Die Neufassung ist zusammengestellt aus Schrift- und Tondokumenten des Kiem Pauli, Georg Queri, Karl Valentin, des Wastl Fanderl, Weiß Ferdl, Roider Jackl und Kraudn Sepp, der Geschwister Simböck, Christine Nieder und des Franz Surrer, des Franz Eimer, Fredl Fesl, der Mehlprimeln, der Biermösl Blosn und anderen. Wilhelm Neufeld trug kurz vor seinem Tod noch neue Illustrationen und Vignetten bei. Diese Neuedition erhielt 1997 den Deutschen Musikeditionspreis. Neben dem Liederbuch entstand auch die Doppel-CD Klampfn Toni – Alte und neue Baierische Lieder, die 44 Lieder verschiedenster Interpreten von Weiß Ferdl bis zu Georg Ringsgwandl umfasst.

## Ausgaben
- Michael Schricker (Hrsg.): Der Klampf’n Toni. Eine Sammlung historischer echt bayerischer Lieder, urwüchsiger G’sang’ln und 92 Schnadahüpf’ln für Gesang mit gefälliger leicht spielbarer Gitarrenbegleitung. Max Hieber, München 1915.
- Ulrich Seibert (Hrsg.): Der Klampfn-Toni: eine Sammlung lustiger alpenländischer Lieder, Gstanzln, Wirtshauslieder, Moritaten und Wildschützen-Lieder mit Gitarre- oder Akkordeon-Bezifferung. Max Hieber, München 1974.
- Christoph Well (Hrsg.): Klampfn-Toni: eine Sammlung bairischer Lieder und Gstanzl, Moritaten, Couplets, Wirtshaus- und Wildschützenlieder. Max Hieber, München 1996 (1. Auflage der Neuausgabe zum Jubiläum „100 Jahre Klampfn-Toni“), ISBN 3-920456-20-3.